# Luchtbegrafenis

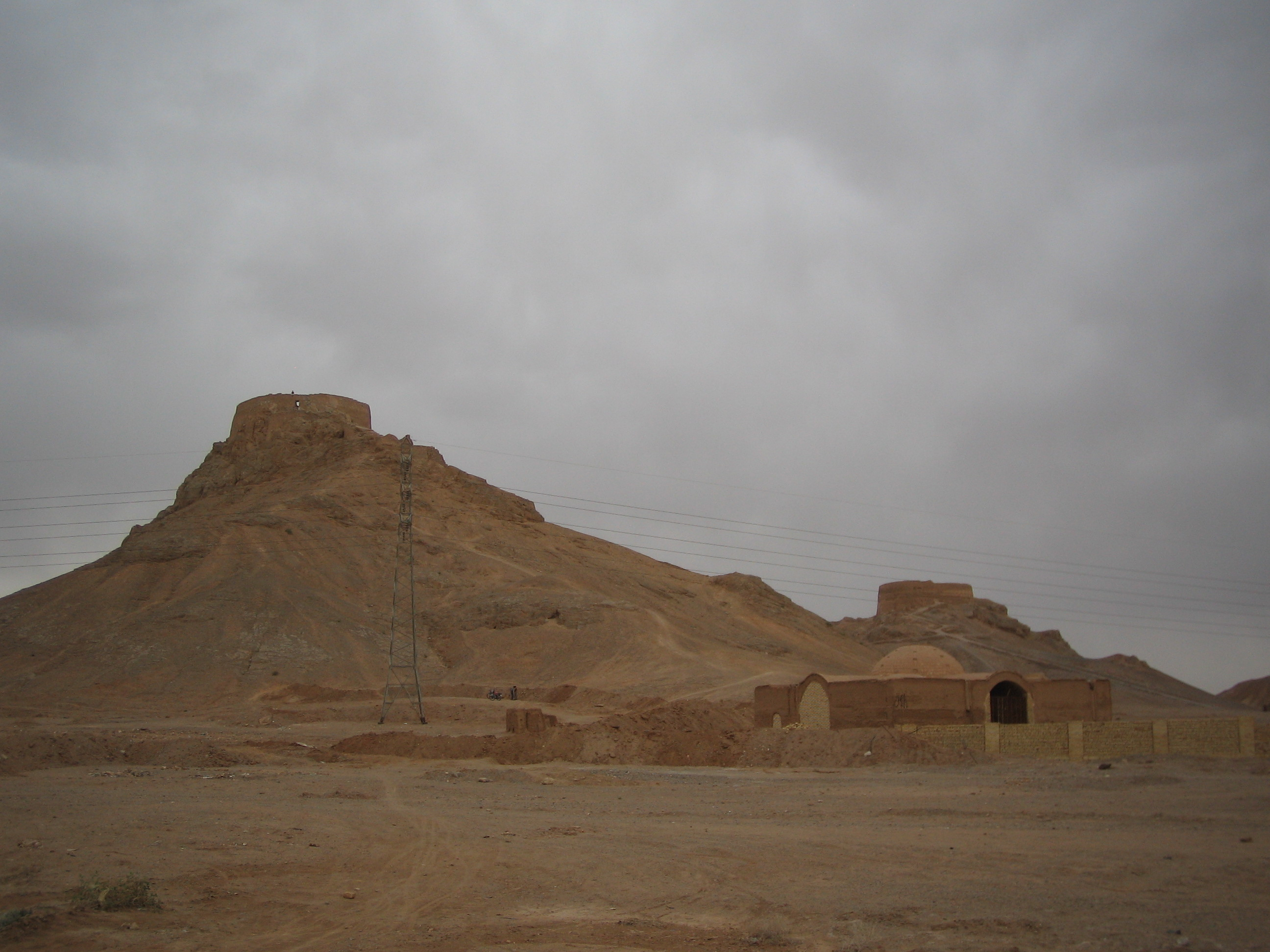
Zoroastrische "torens van stilte" in Yazd, Iran.

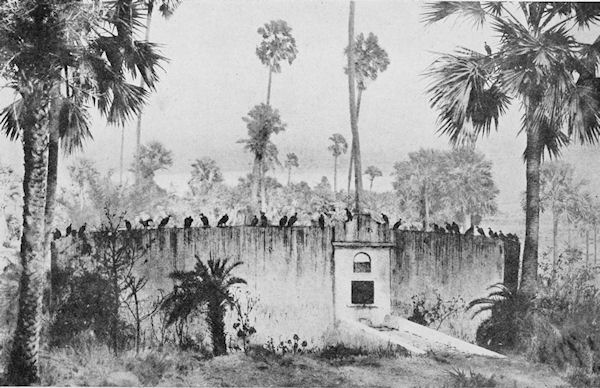
Toren van stilte te Bombay in India waar de Parsi de luchtbegrafenis gebruiken

Luchtbegrafenis, ook wel hemelbegrafenis, is een type lijkbezorging die in Azië en Noord-Amerika voorkomt. Hierbij wordt de overledene aan dieren, met name vogels als gieren, gegeven. Letterlijk is het woord begrafenis (teraardebestelling) dus onjuist.
Excarnatie kwam ook in andere delen van de wereld voor.

## Verspreiding
In China en Tibet is de luchtbegrafenis (jhator) een vaak voorkomend gebruik. In India kennen de Parsi de luchtbegrafenis met gieren in de zogeheten Toren van Stilte (dokhma). Hiervoor zijn er tegenwoordig echter soms te weinig gieren, Diclofenac in het milieu heeft daar geleid tot grote sterfte onder de gieren.
Daarnaast werd het ook in beperkte mate in Perzië toegepast en tot aan het begin van de 20e eeuw was het gebruik in Mongolië.

## Tibet

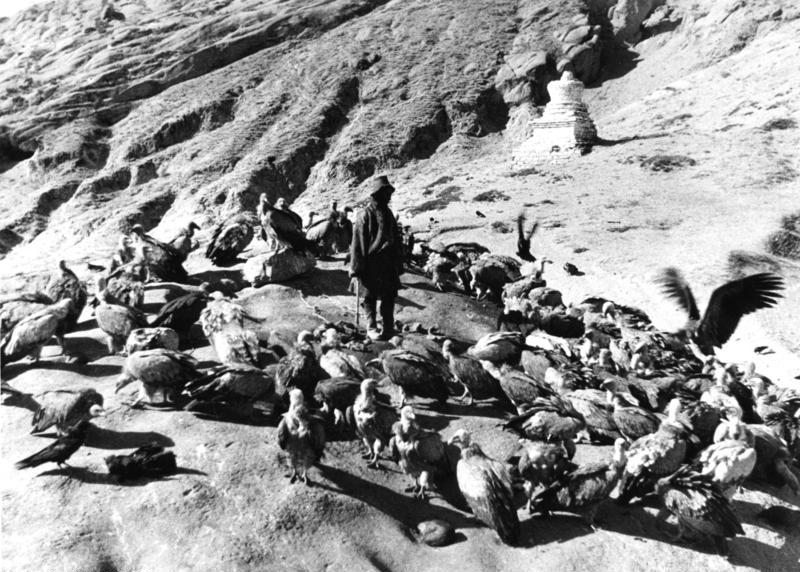
Luchtbegrafenis, Tibet, ca. 1938

Na het overlijden leest een lama aan de dode drie tot vijf dagen voor uit het Tibetaans dodenboek, om de ziel de tijd te geven uit het lichaam te treden. Op de dag zelf brengen de ragyabas het lichaam voor zonsopkomst naar een open plek, waar het in stukken wordt gesneden en aan de gieren wordt gevoerd. De botten worden vervolgens verpulverd en met meel vermengd wederom aan de gieren gegeven. Het overgebleven restant wordt verbrand.
In de Tibetaans boeddhistische opvatting bestaat tevens een mens uit vier elementen: aarde, water, vuur en lucht. Vier manieren van lijkbezorging zijn hieraan gerelateerd door middel van respectievelijk een begrafenis, het in het water werpen van het lichaam, crematie en de luchtbegrafenis.

## Afbeeldingen

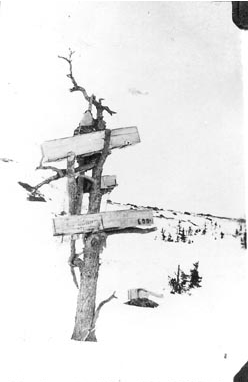
Begrafenis bij Inuit
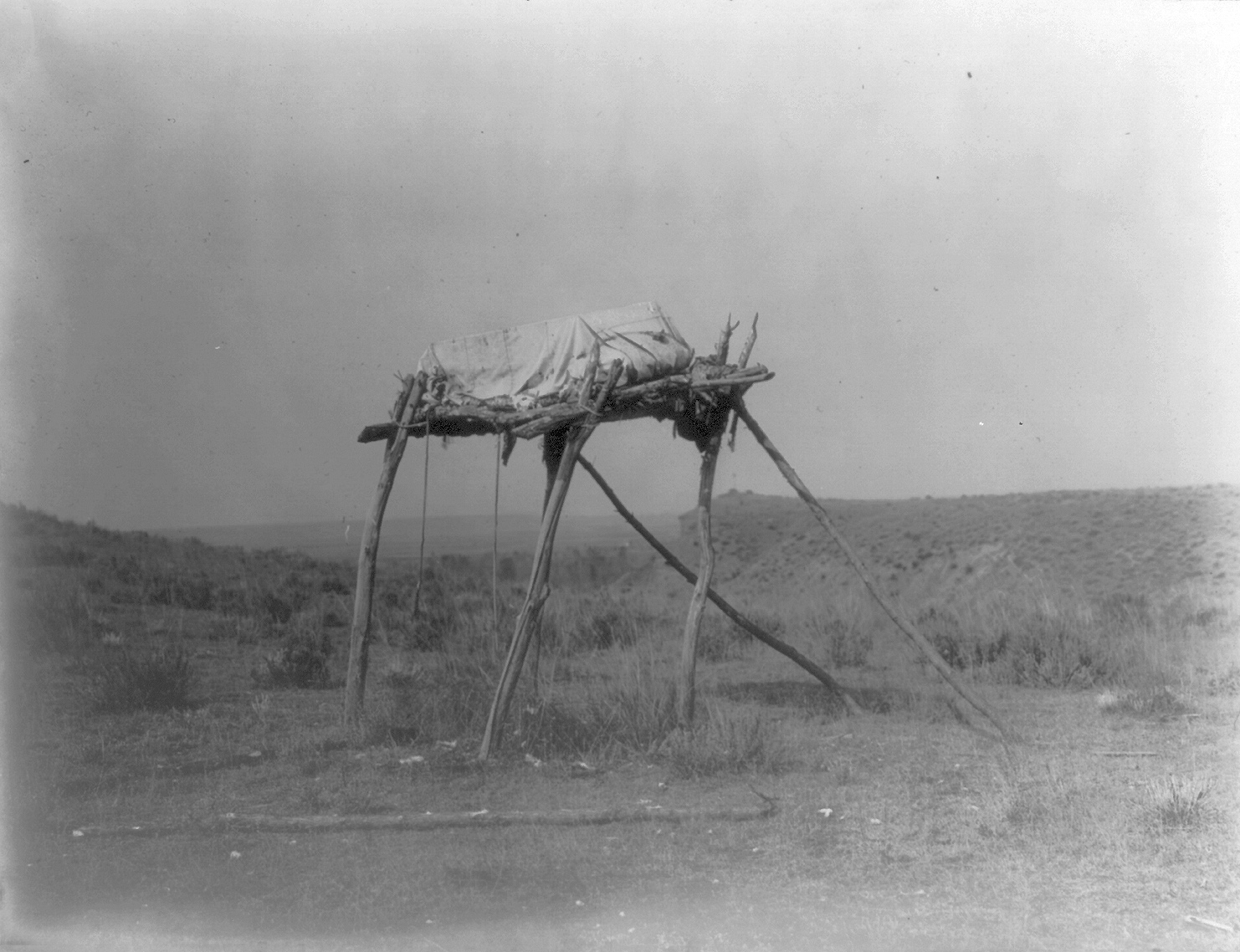
Luchtbegrafenis bij Absarokee
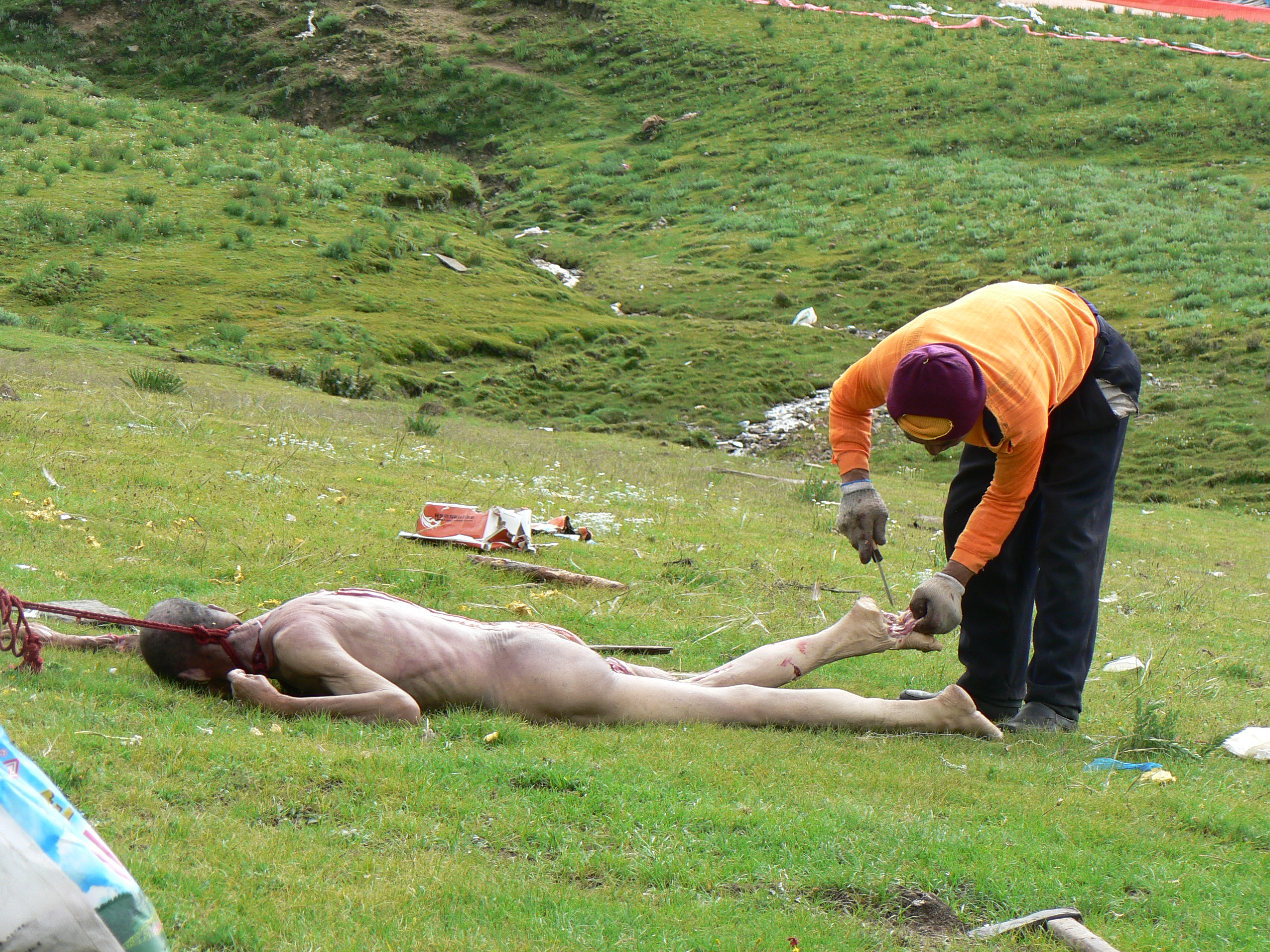
Tibet: het in stukken snijden van het lichaam
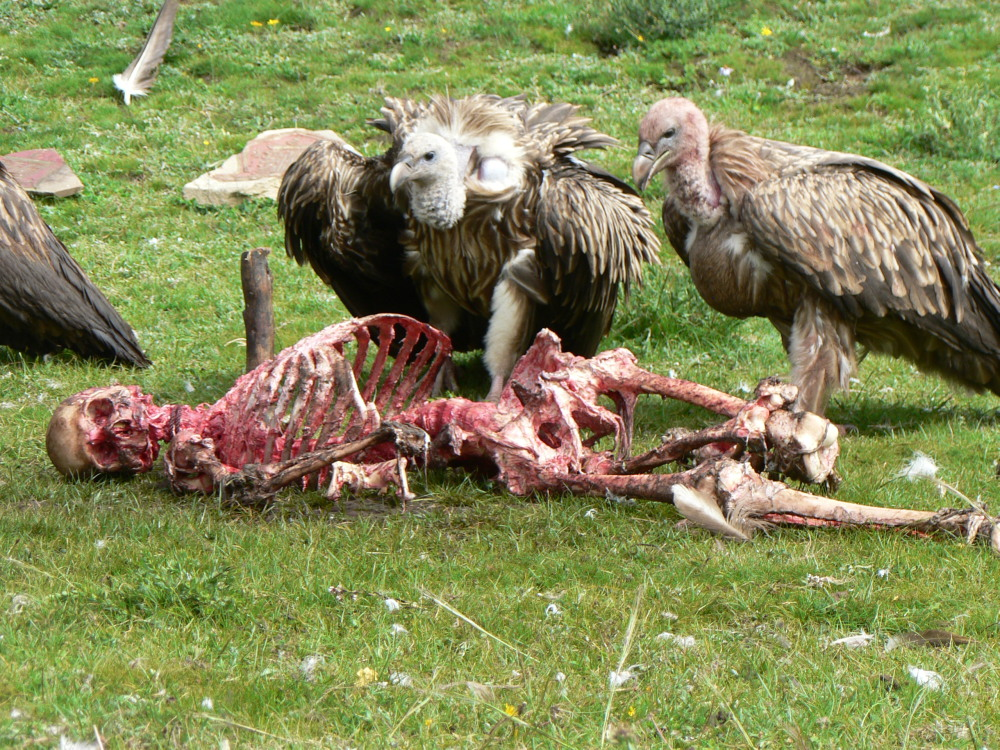
Tibet: gieren bij de overblijfselen